# Ziemia choszczeńska

Herb Choszczna

Ziemia choszczeńska – terytorium historyczne na rubieżach Polski i Pomorza Zachodniego w czasach średniowiecza. W 1269 r. wkroczyli na te ziemie margrabiowie brandenburscy z dynastii askańskiej, a do 1285 r. podporządkowali sobie całą ziemię choszczeńską, która została włączona do Nowej Marchii. 
Termin ziemia choszczeńska (łac. Terra Arnswaldensis) zapisany został po raz pierwszy w 1289 r. i dotyczył obszaru, który określał landbuch Ludwika Wittelsbacha. W 1337 r. granice ziemi choszczeńskiej biegły wzdłuż miejscowości: Granowo Zamęcin, Sławęcin, Stradzewo, Recz, Suliborek, Sulibórz, Bytowo, Żółwino, Kraśnik, Drawno, Zieleniewo, Objezierze, Chłopowo. Na zachodzie sąsiadowała ona z ziemiami: stargardzką, pyrzycką i pełczycką (Pomorze Zachodnie), na wschodzie przylegały do niej ziemie również należące do Nowej Marchii: strzelecka, kaliska, złocieniecka i drawska. 

## Literatura
- Brzustowicz Grzegorz Jacek, Rycerstwo ziemi choszczeńskiej XIII-XVI wieku, DiG, 2004 r., ISBN 83-7181-360-0